# Famille Tasca
Pour les articles homonymes, voir Tasca.
 (juillet 2024).
La famille Tasca  est une famille patricienne de Venise, originaire de Bergame.

## Historique
Ayant acquis de grands capitaux, elle offrit volontairement une partie de sa richesses à la République pour l'aider à subvenir aux frais de la guerre de Candie et en reconnaissance de ce secours, elle fut agrégée dans le chef d'Annibale Nicolò Tasca à la Noblesse en 1646.
Une branche de cette maison s'établit à Venise, où il exerça avec grand profit la vente des tissus, particulièrement des zambellotti, mais aussi de la soie, du lin et de la laine. Ils étaient propriétaires de quelques immeubles et boutiques généralement concentrées à San Bartolomeo et à San Giuliano. Ils possédaient en outre quelques usines pour la mouture de l'orge et le travail du lin et des scieries pour le travail du bois direct dans la capitale par le fleuve Lemene. Ils avaient des relations commerciales en Espagne avec la famille Bucareli, marquis de Vallehermoso.
Les Tasca s'éteignirent vers le milieu du XVIIIe siècle, avec le décès de Giulio, membre de la Quarantia et Sénateur. Ses héritiers furent les fils de sa sœur Angela Maria, mariée en 1688 à Giovanni de Marsilio des Papafava.

## Armes

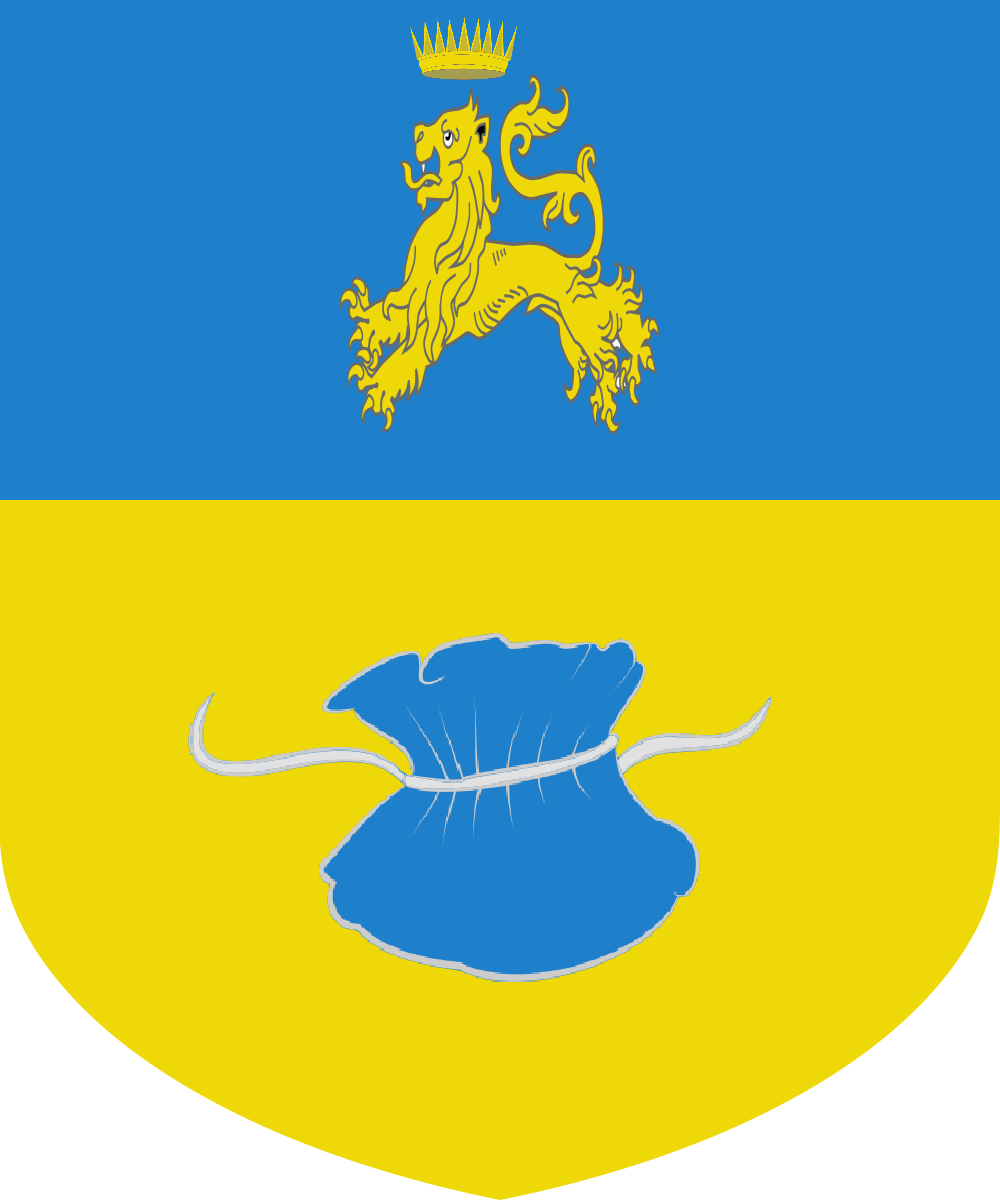
Armes des Tasca (Venise).

Les armes des Tasca  sont coupé d'azur à un lion courant et couronné d'or et d'or à une bourse (en italien tasca) d'azur.

## Demeure
- Palais Tasca Papafava